# Stortjärnet (Gunnarskogs socken, Värmland)
Stortjärnet är en sjö i Arvika kommun i Värmland och ingår i Göta älvs huvudavrinningsområde.